# Dennis DeConcini
Dennis Webster DeConcini (Tucson, 7 mei 1937) is een Amerikaans jurist en politicus van de Democratische Partij. DeConcini was senator voor Arizona van 1977 tot 1995. Zijn vader, Evo Anton DeConcini was gedurende vier jaar (1949-1953) rechter van het Hooggerechtshof van Arizona. 
DeConcini haalde zijn bachelordiploma aan de Universiteit van Arizona in 1959 en vervolgde zijn studie tot 1963. Na zijn afstuderen werkte DeConcine tussen 1965 en 1967 als advocaat voor de staf van de gouverneur van Arizona. In 1968 richtte hij samen met zijn vader het advocatenkantoor DeConcini McDonald Yetwin & Lacy op. In 1995, na het Senaat te hebben verlaten, zou hij hier weer aan de slag gaan. 

## Politieke carrière
In 1973 werd DeConcini voor één termijn van vier jaar gekozen als procureur-generaal van Pima County. In 1976 werd hij gekozen als senator. Hij was aangesloten bij de Democratische partij en versloeg tijdens de verkiezingen zijn Republikeinse tegenkandidaat Sam Steiger in de strijd om de lege zetel. Deze zetel was als laatst bezet door de Republikein Paul Fennin, die zich niet opnieuw herkiesbaar stelde. DeConcini zou uiteindelijk gedurende drie termijnen (1977-1995) als senator voor Arizona actief blijven. 
In 1993 en 1994 was DeConcini voorzitter van de Select Committee on Intelligence.
- International Standard Name Identifier: 0000 0000 3005 2814
- Library of Congress Control Number: n81057958
- National Archives and Records Administration: 10569427
- Nationale Bibliotheek van Israël: 987007437592505171
- SNAC: w6zp5h49
- Biographical Directory of the United States Congress: D000185
- Virtual International Authority File: 1331830
- WorldCat: E39PBJtrRjmKyPwjkBkgvkpMfq